# کمال‌الدین بادی
کمال‌الدین بادی (انگلیسی: Kamaluddin Badi) بازیکن والیبال اهل لیبی بود. وی در بازی‌های المپیک تابستانی ۱۹۸۰ حضور داشته است.